# Los Alcornocales
Los Alcornocales ist ein in Andalusien (Spanien), genau nördlich der Straße von Gibraltar gelegener Naturpark, in dem die größten Korkeichenwälder der Iberischen Halbinsel wachsen, die zugleich einen der größten naturnahen Wälder im Mittelmeerraum überhaupt darstellen.

## Geografie und Geologie
Der Naturpark hat eine Fläche von 167.767 ha und liegt größtenteils in der Provinz Cádiz sowie zu einem kleineren Teil in der Provinz Málaga. Er befindet sich auf dem Gebiet der Gemeinden Alcalá de los Gazules, Algar, Algeciras, Arcos de la Frontera, Los Barrios, Benalup-Casas Viejas, Benaocaz, El Bosque, Castellar de la Frontera, Jerez de la Frontera, Jimena de la Frontera, Medina-Sidonia, Prado del Rey, San José del Valle, Tarifa, Ubrique und Cortes de la Frontera.

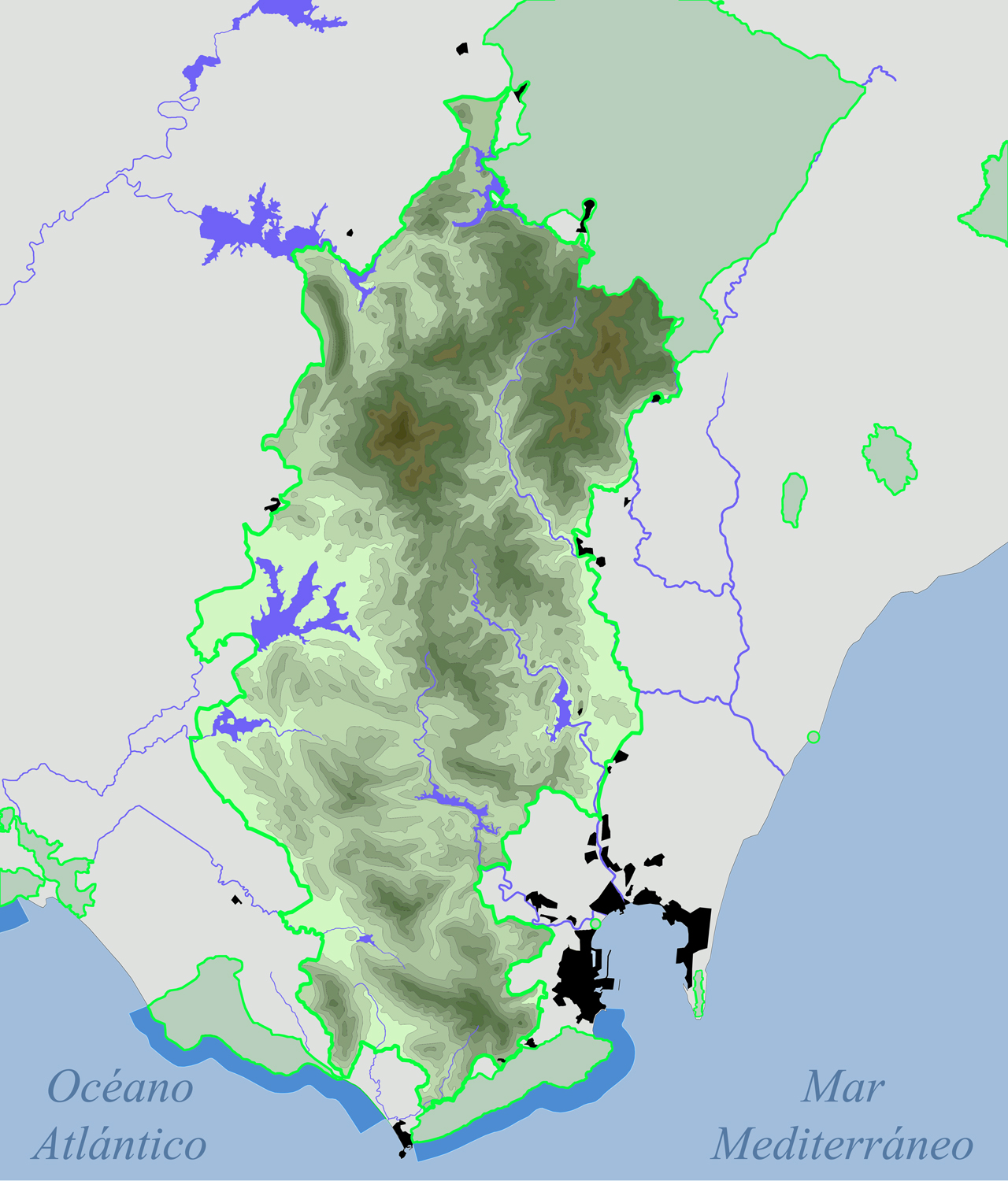
Parque Natural de Los Alcornocales

Geologisch gehört das Gebiet zum Campo de Gibraltar, entsprechend herrscht hier Sandstein vor. Der Naturpark bildet ein Mittelgebirge mit Höhen meist um 800 m, der höchste Gipfel ist der im Norden des Gebietes gelegene Pico del Aljibe mit 1092 m. Besonders die Berge im Süden des Gebietes bieten fantastische Aussicht auf die Straße von Gibraltar, auf die afrikanische Küste und die nordafrikanischen Gebirge. Im Naturpark liegt auch der Tajo de las Escobas, eine der Säulen des Herkules.

## Geschichte
Das Gebiet des Naturparks war sehr wahrscheinlich bereits seit der Steinzeit besiedelt. Es finden sich Spuren von Steinverarbeitung und Höhlenmalereien, die auf eine häufige bis dauerhafte Anwesenheit von Menschen hindeuten. Bei Castellar de la Frontera gibt es archäologische Funde bzw. Relikte aus iberischer und vor allem aus römischer Zeit, da das Parkgebiet ab dem 2. Jahrhundert v. Chr. zur römischen Provinz Hispania ulterior und nach deren Teilung unter Kaiser Augustus zur Provinz Baetica gehörte.
Der Naturpark wurde am 28. Juli 1989 eingerichtet.

## Klima
Vor allem die Westwinde (Poniente) bringen kühle und feuchte Atlantikluft ins Gebiet und sorgen für reichliche Niederschläge, und selbst die an sich trockenen Ostwinde (Levante) nehmen über dem Mittelmeer Feuchtigkeit auf und bilden beim Aufsteigen im Gebirge oft dauerhafte Nebel.
In den oberen Lage weisen die Bäume oft Zwergenwuchs auf, dafür sind die meist starken Winde verantwortlich: In der Straße von Gibraltar sorgt der Venturi-Effekt dafür, dass im „Engpass“ zwischen Betischer Kordillere in Spanien und dem Rif-Gebirge in Marokko kräftige Winde vorherrschen (die Tarifa im Süden des Gebietes zum Surferparadies machen).

## Flora und Fauna

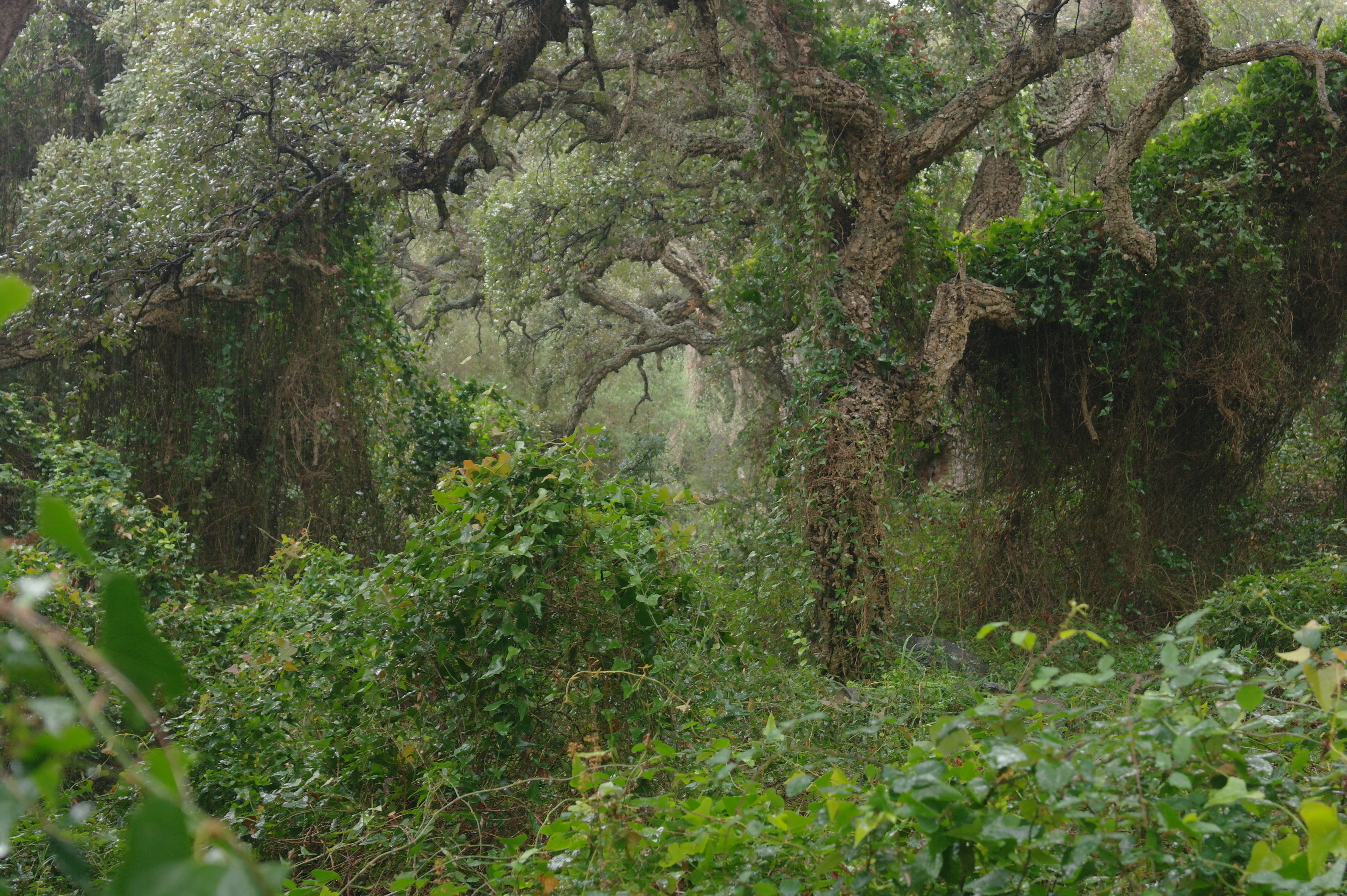
Korkeichenwald bei Regen am "Sendero Cerro del Tambor" in der Nähe von Algeciras

Die großen Korkeichenwälder profitieren von dem feuchten Klima, das hier zwischen Atlantik und Mittelmeer herrscht. Die Wälder können sehr dicht und üppig ausfallen, Farne und Ranken bilden den Unterwuchs. 

### Canutos
Bedeutsam sind auch die Galeriewälder der höher liegenden Bachläufe, die hier Canutos genannt werden. Durch die zusätzliche Feuchtigkeit in den engen Tälern findet sich hier eine Flora mit hohem Wasserbedarf, wie sie im Mittelmeerraum nur an besonderen Standorten vorzufinden ist. Hier wachsen Schmalblättrige Eschen, Schwarzerlen, Pontischer Rhododendron und Eichen zusammen mit verschiedenen farnähnlichen Arten.
In den Canutos finden sich bemerkenswert viele Relikte der immergrünen Lorbeerwälder, welche im Tertiär im ganzen Mittelmeerraum präsent waren, wegen der Eiszeit und dem danach folgenden trockeneren Klima des Mittelmeerraums jedoch nach Makaronesien verdrängt wurden. Nur einige Arten sind als Relikte der tertiären Lorbeerwälder in Kontinentaleuropa noch heute präsent, z. B. der Echte Lorbeer oder der Portugiesische Kirschlorbeer. Diese Arten kommen im Mittelmeerraum nur vereinzelt an Sonderstandorten wie den Canutos vor.
Neben Relikten der Lorbeerwälder finden sich auch für Nord- und Mitteleuropa typische Pflanzenarten in den Canutos, die in anderen Teilen Südeuropas wegen Hitze und Trockenheit nicht vorkommen.

### Lorbeerwald Llanos de Juncal
Den Vegetationstyp Lorbeerwald bilden die in Kontinentaleuropa zu findenden Reliktarten des Tertiärs allerdings nur an der Bergkuppe nahe der Quelle des Río Guadalmesí. Dieser Ort nennt sich Llanos de Juncal und kann als einziger Lorbeerwald Kontinentaleuropas angesehen werden, da es sich hier um einen Nebelwald der subtropischen Zone handelt. Nebel an der Mehrzahl der Tage tritt nur ab fast 1000 Höhenmetern auf, weshalb weiter nördlich gelegene nebelreiche Orte Kontinentaleuropas kühler sind und somit nicht subtropisch, was dort das Auftreten von Lorbeerwald verhindert. Andere auf ähnlich südlichem Breitengrad gelegene Orte des Mittelmeerraums sind zu trocken, was auf diese Weise das Auftreten von Lorbeerwald verhindert.
Mit 245 Nebeltagen pro Jahr bilden die europäischen Reliktarten des tertiären Lorbeerwalds zusammen mit anderen mediterranen Arten hier einen Lorbeerwald mit üppigem Moos- und Farnwuchs sowie epiphyten Pflanzen. Im Aussehen und den Standorteigenschaften ist Llanos de Juncal mit den Lorbeerwäldern Makaronesiens (Laurisilva genannt) vergleichbar. Er ist aber insbesondere aufgrund der Zusammensetzung der Arten von diesen zu unterscheiden, da in Makaronesien vor allem dort endemische Arten den Lorbeerwald bilden, während in Llanos de Juncal vor allem jene Pflanzen den Lorbeerwald bilden, die als Relikt des Tertiärs auch an anderen günstigen Standorten Kontinentaleuropas (wo kein Lorbeerwald ist, z. B. in den Canutos) vorkommen. Im Llanos de Juncal finden sich insbesondere die Baumarten Echter Lorbeer, Europäische Stechpalme, Pontischer Rhododendron und die Algerische Eiche (letztere ist nicht lauroid, also kein typisches Lorbeerwaldgewächs).
In Makaronesien gibt es mehrere Reliktartenarten des tertiären Lorbeerwaldes, die heute dort endemisch sind, da diese nur dort fortbestehen konnten. Diese von dort bekannten Arten gibt es im Llanos de Juncal nicht, hier wachsen die kontinentaleuropäischen Reliktarten zu einem Lorbeerwald. Jedoch gibt es auch Überschneidungen bei den vorkommenden Arten zwischen Makaronesien und Kontinentaleuropa/Llanos de Juncal: Der Portugiesische Kirschlorbeer kommt z. B. in Makaronesien und Llanos de Juncal vor. Allerdings ist diese Art in Kontinentaleuropa nicht exklusiv im Llanos de Juncal zu finden, sondern auch an anderen günstigen Standorten des Mittelmeerraums. Die Überschneidung zeigt aber, dass auch Makaronesiens Lorbeerwald ein Relikt des im Tertiär im ganzen Mittelmeerraum vorkommenden Lorbeerwalds ist.
Es gibt jedoch auch einige Arten, die außerhalb des Llanos de Juncal und den Canutos weder in Makaronesien noch an anderen Standorten Kontinentaleuropas vorkommen. Dazu gehört die botanisch sehr interessante Art Psilotum nudum, die sonst vor allem in tropischen und subtropischen Gebieten außerhalb Europas zu finden ist, oder die Moosart Exsertotheca baetica, die hier endemisch ist.
In Llanos de Juncal gibt es zwar fast keine Arten, die nicht auch im Rest Kontinentaleuropas zu finden sind. Der Vegetationstyp, in dem sie hier erscheinen, ist jedoch in Kontinentaleuropa sonst nicht zu finden. Wie in Makaronesien bietet der Lorbeerwald als Vegetationstyp eine höhere Biodiversität als trockenere mediterrane Wälder oder europäische Wälder des gemäßigten Klimas, was Llanos de Juncal besonders schützenswert macht.